# Newport RFC
Der Newport Rugby Football Club ist ein Rugby-Union-Verein, der in der Welsh Premier Division spielt. Die Heimspiele werden im Stadion Rodney Parade ausgetragen.

## Geschichte
Der Newport RFC wurde 1874 gegründet und spielte nach vier Jahren das erste Spiel zwischen einem walisischen und einem englischen Verein, als man auf Blackheath traf. 1880 gehörte der Club zu den Gründern der Welsh Rugby Union und stellte den ersten Vorsitzenden des Verbandes. Vier Spieler des Vereins gehörten zum Kader der walisischen Nationalmannschaft, als diese 1881 zu ihrem ersten Länderspiel gegen England antrat. Newports John Bevan war gar der erste walisische Kapitän in der Historie des Rugby. Den ersten Versuch für die Nationalmannschaft erzielte Tom Baker-Jones, ebenfalls ein Spieler Newports.
Zu Beginn des 20. Jahrhunderts reisten zahlreiche Nationalmannschaften nach Newport. Südafrika beschenkte den Verein 1912 mit einem Kopf eines Springbocks, ihrem Wappentier. Newport bedankte sich mit dem ersten Sieg einer Vereinsmannschaft über die Südafrikaner. In den 1950er Jahren stellte der Verein die erste 7-er-Rugby-Mannschaft in Wales.
1957 gelang Newport ein Sieg über die australische Nationalmannschaft, gefolgt von einem Sieg gegen Neuseeland, so dass der Club alle drei Größen der Südhemisphäre geschlagen hat. 1969 konnten sie ihren Erfolg über die „Springboks“ wiederholen. In den 1990er Jahren hatte Newport Schwierigkeiten an die erfolgreichen Zeiten anzuknüpfen. Nach der Professionalisierung des Sports entschied sich die WRU 2003 regionale Teams zu bilden, die aus den bestehenden Vereinen bestehen sollten. So entstanden die Newport Gwent Dragons, die seitdem in der Celtic League, heute Pro12, spielen, wobei der Newport RFC seit den 1990ern in der Welsh Premier Division spielt.
Ab der Saison 2009/10 wird der Verein am British and Irish Cup, einem Wettbewerb für zweitklassige Vereine, teilnehmen.

## Erfolge
- Welsh Premier Division: 2004
- walisischer Pokalsieger: 1977, 2001

## Bekannte ehemalige Spieler
| - Stuart Barnes (England) - Ian Gough (Wales) - Arthur Gould (Wales) - Shane Howarth (Neuseeland/Wales) - John Jeffery (Wales) - Bryn Meredith (Wales) - Percy Montgomery (Südafrika) | - Gwyn Nicholls (Wales) - Simon Raiwalui (Fidschi) - Gareth Rees (Kanada) - Rod Snow (Kanada) - Rhys Thomas (Wales) - Gary Teichmann (Südafrika) - David Watkins (Wales) |